# Провулок Олександра Барвінського
Прову́лок Олекса́ндра Барві́нського — провулок у Дарницькому районі міста Києва, селище Бортничі. Пролягає від Автотранспортної вулиці до безіменного проїзду, що сполучає Промислову вулицю та Промисловий провулок.

## Історія
Виник у середині XX століття, мав назву провулок Тургенєва. 
Сучасна назва на честь українського громадсько-політичного діяча Галичини Олександра Барвінського — з 2022 року.